# Trachylepis affinis
Trachylepis affinis (сенегальська мабуя) — вид сцинкоподібних ящірок родини сцинкових (Scincidae). Мешкає в Африці на південь від Сахари.

## Поширення і екологія
Сенегальські мабуї поширені від Сенегалу на схід до ЦАР та на південь до Анголи. Вони живуть в сухих і вологих саванах та у вологих тропічних лісах.